# Juan Zorriketa
Juan María Zorriketa Aspiazu, (Bilbao, País Vasco, Vizcaya, España, 11 de junio de 1940); fue un futbolista español. Se desempeñaba en posición de defensa. Debutó el 8 de febrero de 1959, en Primera División, en la victoria del Athletic Club ante el Atlético de Madrid (0-1).
Además de lograr la Copa de 1969, fue subcampeón de la misma competición en 1966 y 1967. Disputó 150 partidos con el Athletic Club, en los que logró 15 goles.

## Clubes
| Club                        | País   | Año       |
| --------------------------- | ------ | --------- |
| Athletic Club               | España | 1958-1959 |
| Barakaldo Club de Fútbol    | España | 1959-1960 |
| Athletic Club               | España | 1959-1962 |
| Sociedad Deportiva Indautxu | España | 1962-1963 |
| Athletic Club               | España | 1963-1970 |
| Sestao Sport Club           | España | 1970-1971 |

## Palmarés
| Título                 | Club          | País   | Año  |
| ---------------------- | ------------- | ------ | ---- |
| Copa del Rey de Fútbol | Athletic Club | España | 1969 |